# エクスコム
国家安全保障会議執行委員会（こっかあんぜんほしょうかいぎしっこういいんかい、Executive Committee of the National Security Council）、略称エクスコム（ExComm）は、1962年10月に起こったキューバ危機に対処するためにジョン・F・ケネディ政権下で設置された機関。危機の13日間、絶え間なく会議を開き、危機の回避に努めた。また、その後も6週間ほど立て続けに会議を開いた。この会議の中でメンバーは、役職や地位に関わりなく自由闊達に意見交換を行い、慎重を要する対応の決定に大きな役割を果たした。メンバーの中にはNATOの支持を得るためド・ゴールの説得に当たったディーン・アチソンや駐米ソ連大使アナトリー・ドブルイニンとの会見をもったロバート・F・ケネディのように、危機回避のために外国要人と直接会見し、大きな役割を果たした者もいる。構成員はアメリカ国家安全保障会議  (NSC) の9人と追加の4人であり、他に十数人の顧問がいた。
会議はホワイトハウスのウエストウイングにあるキャビネットルームで行われた。
これらの構成員や顧問の役割は肩書き抜きであり、外交問題評議会 (CFR) メンバーとして若いケネディ政権を圧倒する経験、知識、影響力を持っていた。ワシントンとニューヨークの政財界を往来するエスタブリッシュメントの有力者であり、数年後にはジョンソンにベトナム戦争の拡大を承認し、その後戦況が悪化したときに撤退を勧告する「ザ・ワイズ・メン」として活動する。

## 構成員
★は正式メンバー、他は顧問。

### 国家安全保障会議
- ★ジョン・F・ケネディ --- 大統領
- ★リンドン・B・ジョンソン --- 副大統領
- ★ディーン・ラスク --- 国務長官
- ★C・ダグラス・ディロン --- 財務長官
- ★ロバート・S・マクナマラ --- 国防長官
- ★ロバート・F・ケネディ --- 司法長官、大統領の弟
- ★ジョン・マコーン --- CIA長官
- ★マクジョージ・バンディ --- 国家安全保障担当大統領補佐官
- ★マクスウェル・D・テイラー --- 統合参謀本部議長、陸軍大将

### ホワイトハウス
- セオドア・C・ソレンセン --- 大統領特別顧問
- ケネス・オドネル --- 大統領特別補佐官
- W・ブロムリー・スミス --- 国家安全保障会議事務局長

### 国務省
- ★ジョージ・W・ボール --- 国務次官
- U・アレクシス・ジョンソン --- 国務次官代理（後に駐日大使、職業外交官）
- アドレイ・スティーヴンソン --- 国連大使
- エドワード・マーティン --- 中南米担当国務次官補
- ★リュウェリン・E・トンプソン --- ソ連問題担当顧問（後に駐ソ大使）

### 国防総省
- ★ロスウェル・L・ギルパトリック --- 国防副長官
- ポール・ニッツェ --- 国防次官補（後に国防副長官）

### CIA
- マーシャル・S・カーター 中将--- 中央情報副長官
- レイ・クライン---情報担当次官（CIAキャリア）
- アーサー・ルンダール

### 広報文化交流局(USIA)（広報宣伝機関）
- ドナルド・ウィルソン --- USIA次長

### 緊急計画局 (OEP)
- エドワード・A・マクダーモット --- OEP長官

### その他
- ★ディーン・アチソン --- 元国務長官(トルーマン政権)
- ロバート・A・ラヴェット --- 元国防長官(トルーマン政権)
- ジョン・J・マクロイ --- 元駐西独高等弁務官